# 墨尔根特木纳
墨尔根特木纳（?—?），又作默尔根特墨奈、莫尔根特木内、特木内，17世紀初蒙古卫拉特土爾扈特部的台吉。
墨尔根特木纳是贝果鄂尔勒克次子卫衮察布察齐的孙子，额济内台什的儿子。原来在额尔齐斯河上游游牧。16世纪末，受到土默特部俺答汗的影响，皈依藏传佛教。把儿子内齐陀音送去当喇嘛，促进了格鲁派在卫拉特的传播。1620年，他和准噶尔部首领哈喇忽剌联合，攻打外喀尔喀札萨克图汗部托辉特鄂托克。战败，逃到球梅什河口。1625年，准噶尔部的楚琥尔乌巴什和弟弟拜巴吉什争夺秦台吉的遗产，他出兵支持楚琥尔乌巴什。1628年，跟随哈喇忽剌远征俄木布额尔德尼，获胜。1637年，跟随和硕特部固始汗进军青海，消灭绰克图台吉。他的后代舍棱（玄孙）、沙喇扣肯（五世孙）的牧区，在清朝设立新土尔扈特二旗。